# Campionati europei di atletica leggera 2016 - 400 metri piani maschili
La specialità dei 400 metri piani maschili ai campionati europei di atletica leggera di Amsterdam 2016 si è svolto dal 6 all'8 luglio 2016 all'Olympisch Stadion.

## Programma
| Data          | Ora   | Evento         |
| ------------- | ----- | -------------- |
| 6 luglio 2016 | 13:35 | Qualificazione |
| 7 luglio 2016 | 16:45 | Semifinale     |
| 8 luglio 2016 | 19:50 | Finale         |

Ora locale (UTC+2)

## Risultati

### Qualificazione
I primi quattro atleti classificati in ogni gruppo (Q) e i successivi quattro migliori tempi (q) si sono qualificati in finale.
| Class | Gruppo | Corsia | Atleta            | Nazione       | Tempo | Note |
| ----- | ------ | ------ | ----------------- | ------------- | ----- | ---- |
| 1     | 1      | 8      | Jarryd Dunn       | Gran Bretagna | 46.05 | Q    |
| 2     | 1      | 7      | Julien Watrin     | Belgio        | 46.10 | Q    |
| 3     | 1      | 6      | Alexander Gladitz | Germania      | 46.28 | Q    |
| 4     | 3      | 4      | Martyn Rooney     | Gran Bretagna | 46.57 | Q    |
| 5     | 3      | 5      | Mame-Ibra Anne    | Francia       | 46.73 | Q    |
| 6     | 1      | 1      | Vitaliy Butrym    | Ucraina       | 46.77 | Q    |
| 7     | 3      | 7      | Mateo Ružić       | Croazia       | 46.89 | Q    |
| 8     | 3      | 8      | Łukasz Krawczuk   | Polonia       | 46.94 | Q    |
| 9     | 1      | 4      | Joel Burgunder    | Svizzera      | 46.98 | q    |
| 10    | 2      | 5      | Lucas Búa         | Spagna        | 47.00 | Q    |
| 11    | 3      | 1      | Brian Gregan      | Irlanda       | 47.02 | q    |
| 12    | 2      | 6      | Jakub Krzewina    | Polonia       | 47.09 | Q    |
| 12    | 3      | 3      | Aliaksandr Linnik | Bielorussia   | 47.09 | q    |
| 14    | 2      | 4      | Thomas Jordier    | Francia       | 47.14 | Q    |
| 15    | 1      | 5      | Batuhan Altıntaş  | Turchia       | 47.23 |      |
| 16    | 2      | 7      | Johannes Trefz    | Germania      | 47.32 | Q    |
| 17    | 2      | 3      | Yevhen Hutsol     | Ucraina       | 47.35 |      |
| 18    | 2      | 2      | Jonathan Borlée   | Belgio        | 47.45 |      |
| 19    | 3      | 6      | Danylo Danylenko  | Ucraina       | 47.49 |      |
| 20    | 1      | 3      | Craig Lynch       | Irlanda       | 47.61 |      |
| 21    | 1      | 2      | Giuseppe Leonardi | Italia        | 47.68 |      |
| 22    | 2      | 8      | David Gillick     | Irlanda       | 47.81 |      |
| 23    | 3      | 2      | Luca Flück        | Svizzera      | 47.97 |      |

### Semifinale
I primi due atleti di ogni gruppo (Q) e i due successivi più veloci (q) si sono qualificati alla finale.
| Class | Gruppo | Corsia | Atleta               | Nazione       | Tempo | Note                                     |
| ----- | ------ | ------ | -------------------- | ------------- | ----- | ---------------------------------------- |
| 1     | 2      | 7      | Martyn Rooney        | Gran Bretagna | 45.04 | Q,                                       |
| 2     | 2      | 6      | Matteo Galvan        | Italia        | 45.12 | Q, =                                     |
| 3     | 2      | 5      | Rafał Omelko         | Polonia       | 45.14 | q,                                       |
| 4     | 1      | 5      | Kévin Borlée         | Belgio        | 45.26 | Q                                        |
| 5     | 1      | 4      | Pavel Maslák         | Rep. Ceca     | 45.31 | Q,                                       |
| 6     | 2      | 8      | Mame-Ibra Anne       | Francia       | 45.39 | q,                                       |
| 7     | 2      | 3      | Yavuz Can            | Turchia       | 45.51 | Record nazionale                         |
| 8     | 3      | 5      | Luka Janežič         | Slovenia      | 45.63 | Q                                        |
| 9     | 3      | 3      | Liemarvin Bonevacia  | Paesi Bassi   | 45.68 | Q,                                       |
| 10    | 2      | 4      | Julien Watrin        | Belgio        | 45.76 |                                          |
| 11    | 1      | 6      | Aliaksandr Linnik    | Bielorussia   | 45.80 |                                          |
| 12    | 1      | 8      | Łukasz Krawczuk      | Polonia       | 45.86 | Miglior prestazione personale stagionale |
| 13    | 3      | 4      | Donald Blair-Sanford | Israele       | 45.90 |                                          |
| 14    | 3      | 2      | Jarryd Dunn          | Gran Bretagna | 46.00 | Miglior prestazione personale stagionale |
| 15    | 1      | 2      | Johannes Trefz       | Germania      | 46.07 |                                          |
| 16    | 1      | 7      | Vitaliy Butrym       | Ucraina       | 46.07 |                                          |
| 17    | 3      | 6      | Thomas Jordier       | Francia       | 46.24 |                                          |
| 18    | 3      | 7      | Lucas Búa            | Spagna        | 46.26 |                                          |
| 19    | 1      | 1      | Brian Gregan         | Irlanda       | 46.37 |                                          |
| 20    | 1      | 3      | Samuel García        | Spagna        | 46.43 |                                          |
| 21    | 3      | 1      | Jakub Krzewina       | Polonia       | 46.50 |                                          |
| 22    | 3      | 8      | Alexander Gladitz    | Germania      | 46.57 |                                          |
| 23    | 2      | 2      | Mateo Ružić          | Croazia       | 47.19 |                                          |
| 24    | 2      | 1      | Joel Burgunder       | Svizzera      | 47.23 |                                          |

### Finale
La finale è stata vinta dal britannico Martyn Rooney.
| Class   | Corsia | Atleta              | Nazione       | Tempo | Note                                     |
| ------- | ------ | ------------------- | ------------- | ----- | ---------------------------------------- |
| Oro     | 9      | Martyn Rooney       | Gran Bretagna | 45.29 |                                          |
| Argento | 4      | Pavel Maslák        | Rep. Ceca     | 45.36 |                                          |
| Bronzo  | 2      | Liemarvin Bonevacia | Paesi Bassi   | 45.41 | Miglior prestazione personale stagionale |
| 4       | 7      | Kévin Borlée        | Belgio        | 45.60 |                                          |
| 5       | 6      | Luka Janežič        | Slovenia      | 45.65 |                                          |
| 6       | 5      | Rafał Omelko        | Polonia       | 45.67 |                                          |
| 7       | 8      | Mame-Ibra Anne      | Francia       | 45.75 |                                          |
| 8       | 3      | Matteo Galvan       | Italia        | 45.80 |                                          |